# Capitán Marvel (Marvel Comics)
Capitán Marvel es el nombre de varios superhéroes ficticios que aparecen en los cómics estadounidenses publicados por Marvel Comics. La mayoría de estas versiones existen en el principal universo compartido de Marvel, conocido como el Universo Marvel.
En el Universo cinematográfico de Marvel, la Capitana Marvel es Carol Danvers, interpretada por Mckenna Grace y Brie Larson en Capitana Marvel y Avengers: Endgame (ambos de 2019), Shang-Chi y la leyenda de los Diez Anillos (2021) y la serie de televisión de Disney+ Ms. Marvel (2022). Brie Larson volverá a interpretar su papel en la secuela The Marvels (2023).

## Historia de publicación
Tras un juicio en el que DC Comics demandó a Fawcett Comics por violación de los derechos de autor, alegando que el Capitán Marvel de Fawcett era demasiado similar a Superman, este último dejó de publicar Capitán Marvel. A finales de los años sesenta, Marvel ganó la marca registrada "Capitán Marvel" con su primera serie.
Para conservar su marca registrada, Marvel ha tenido que publicar un título de Capitán Marvel al menos una vez cada dos años desde entonces, dando lugar a una serie de series en curso, series limitadas y one-shots que presentan una gama de personajes usando el alias del Capitán Marvel.

### Mar-Vell
El primer Capitán Marvel impreso por Marvel Comics fue creado por Stan Lee y Gene Colan en Marvel Super-Heroes # 12 (diciembre de 1967). Este personaje es un oficial militar extraterrestre, el Capitán Mar-Vell de la Milicia Imperial Kree, que es enviado a observar el planeta Tierra a medida que desarrolla tecnología para viajar al espacio. Mar-Vell finalmente se cansa de la intención maligna de sus superiores y se alía con la Tierra, y el Imperio Kree lo califica como un traidor. Desde entonces, Mar-Vell lucha para proteger a la Tierra de todas las amenazas.
Más tarde fue renovado por Roy Thomas y Gil Kane. Habiendo sido exiliados a la Zona Negativa por la Inteligencia Suprema, la única manera en que Mar-Vell puede escapar temporalmente es intercambiar átomos con Rick Jones por medio de pulseras especiales llamadas Nega-Bandas. También se le dan superpoderes y su uniforme militar Kree se reemplaza con un traje ajustado. El proceso por el cual el joven fue reemplazado en un instante por el superhéroe mayor fue un guiño al Capitán Marvel original de Fawcett, que hizo que el joven Billy Batson dijera la palabra mágica "Shazam" para transformarse en el héroe.
Con las ventas del título aún marcadas, Marvel le permitió a Jim Starlin renovar conceptualmente al personaje, aunque su apariencia cambió poco. Mar-Vell es liberado de la Zona Negativa y se convierte en un campeón cósmico, el "Protector del Universo" designado por la entidad cósmica Eón. Juntos, Mar-Vell y Rick continúan luchando contra el mal, sobre todo luchando contra Thanos que adora a la muerte. Mar-Vell se convirtió en un aliado cercano de los Titanes, y uno de ellos, Elysius, se convirtió en su novia.
Su carrera se vio interrumpida cuando desarrolló un cáncer inoperable, el resultado de una exposición anterior al gas nervioso tóxico durante una batalla con Nitro. Murió a causa de este cáncer en Titán, en presencia de la comunidad de superhéroes del universo Marvel, como una crónica en primera de Marvel a gran formato de novela gráfica, La Muerte del Capitán Marvel, publicado en 1982.

### Mónica Rambeau
El segundo Capitán Marvel fue creado por el escritor Roger Stern y el artista John Romita, Jr.. Apareció por primera vez en The Amazing Spider-Man Annual # 16 (1982).
El personaje es Mónica Rambeau, una teniente de policía de Nueva Orleans que posee el poder de transformarse en cualquier forma de energía. Sus poderes se modificaron brevemente para que no pueda transformarse en energía, sino que puede generar un campo de fuerza personal. Algún tiempo después, el Extraño devolvió sus habilidades de transformación de energía. Ella es miembro de los Vengadores, y en un momento dado fue su líder. Finalmente, cedió el nombre de Capitán Marvel al hijo original de Capitán Marvel, después de lo cual Rambeau tomó el nombre de Fotón, usando eso por bastante tiempo, hasta que Genis-Vell adoptó el mismo nombre. Genis-Vell y Mónica discutieron esto y Mónica decidió el nombre Pulsar.
Más tarde, Rambeau se unió a H.A.T.E. (el mayor esfuerzo antiterrorista) en la nueva serie titulada NEXTWAVE. En esta serie creada por Warren Ellis y Stuart Immonen, H.A.T.E. (una subsidiaria de Beyond Corporation) forma un equipo para luchar contra las Armas Bizarras de Destrucción Masiva. Los miembros incluyen a Mónica Rambeau, un hombre conocido solo como "El Capitán", Boom Boom, Aaron Stack y Elsa Bloodstone. Ella más recientemente regresó a los Vengadores usando el nombre en clave Espectro.

### Genis-Vell
El tercer Capitán Marvel es Genis-Vell, quien apareció por primera vez en Silver Surfer Annual # 6 (1993) usando el nombre en clave de "Legacy". El personaje es el hijo de Mar-Vell y su novia Elysius, creado mediante ingeniería genética, creado a partir de las últimas muestras celulares de Mar-Vell y envejecido artificialmente para madurar física, si no emocionalmente. Genis, al igual que su padre, usa las bandas Nega, posee Conciencia Cósmica y, durante un tiempo, está vinculado con Rick Jones. Aunque la pareja no se lleva bien al principio, finalmente se convierten en buenos amigos. Genis se vuelve loco y amenaza con destruir el universo.
Después de morir y resucitar a sí mismo, con la ayuda secreta del barón Helmut Zemo, Genis-Vell se une a los Thunderbolts bajo el nombre de Photon. Sin embargo, al acelerar su resurrección, Zemo vincula a Genis al final de los tiempos, causando un efecto degenerativo en el universo. Para evitar la inevitable destrucción de toda la existencia, Zemo dispersa piezas del cuerpo de Genis-Vell a través del tiempo y la Dimensión de la Fuerza Oscura.

### Phyla-Vell
El cuarto Capitán Marvel es Phyla-Vell, la hermana menor de Genis-Vell. Fue creada por Peter David y Paul Azaceta en Captain Marvel (volumen 5) # 16 (enero de 2004). Su nombre es un juego de palabras taxonómico por parte del escritor Peter David. Phyla se crea cuando Genis, hijo único, recrea el universo y, al hacerlo, crea varias anomalías que hacen que su madre sea restaurada a la vida y que su hermana llegue a existir. La última vez que la vio fue su romance con Dragón Lunar.
Phyla-Vell aparece en la aniquilación caso, luchando junto a Nova 's Frente Unido, en un esfuerzo para detener a los ejércitos destructores de Annihilus. Ella se convierte en el nuevo Quasar después de que Annihilus mata al original.
Phyla tiene fuerza sobrehumana. Ella puede disparar ráfagas de energía, volar y actuar como una "esponja de energía", absorbiendo cualquier ataque de energía dirigido a ella y devolviéndolas como ráfagas de energía. Phyla también tiene conciencia cósmica y es un luchador competente.
Phyla luego se convirtió en un avatar de Oblivion, y se renombró mártir. Ella murió para salvar a sus camaradas en los Guardianes de la Galaxia.

### Khn'nr
El quinto Capitán Marvel es Khn'nr, quien apareció por primera vez en Civil War: The Return (marzo de 2007). Él es un agente durmiente Skrull que está vinculado con el ADN de Mar-Vell para unirse a la forma de Mar-Vell y recibir réplicas tecnológicas de las Nega Bandas de Kree. Sin embargo, su condicionamiento mental fue fallido, causando que la personalidad de Khn'nr se borrara dejando a la persona de Mar-Vell dominante. Aunque parte de la invasión secreta, esta maravilla decide luchar contra los invasores Skrulls. A partir de ahora, aparentemente está muerto.

### Noh-Varr
Como parte de la historia de Dark Reign, Noh-Varr se unió al nuevo equipo de los Vengadores Oscuros usando el alias Capitán Marvel. Aparece por primera vez en Marvel Boy # 1 (agosto de 2000). Posteriormente, dejó el equipo al descubrir que eran todos villanos, momento en el que fue contactado por la Inteligencia Suprema, le dieron una copia de las Nega-Bandas del Capitán Marvel original y le dijeron que debía tomar su lugar como el protector de la Tierra de los Kree. Esto llevó a Noh-Varr a tomar el nuevo nombre en clave de Protector.

### Carol Danvers
En julio de 2012, Carol Danvers, la superheroína de mucho tiempo conocida como Ms. Marvel, asumió el papel de Capitana Marvel en una serie en curso escrita por Kelly Sue DeConnick con arte de Dexter Soy. Danvers se pone un traje de salto y explora su propio pasado. DeConnick dijo en WonderCon 2012 que su lanzamiento para la serie podría describirse como "Carol Danvers como Chuck Yeager". Ella dijo que la serie consideraría lo que la leyenda del Capitán Marvel significa para Danvers, cómo lo manejará y cómo reacciona el resto del Universo Marvel. Carol Danvers fue durante un tiempo la novia de Mar-Vell, adoptó muchos nombres aparte de Ms. Marvel como Binaria, Warbird y por último, Capitán Marvel.

## Otras versiones

### Ultimate Capitán Marvel
La miniserie de Ultimate Marvel Ultimate Secret presenta a un renegado Kree que ha sido alterado quirúrgicamente para parecer humano y enviado a la Tierra por su gente para observar su destrucción por la entidad Gah Lak Tus, pero con defectos para ayudar a los humanos. Lleva un traje de combate especialmente diseñado que se activa con su reloj de pulsera. La tecnología Kree en el traje le da a Mahr Vehl una mayor fuerza y le permite volar, crear escudos de energía, volverse invisible, ver diferentes campos del espectro de luz y explosiones de energía de fuego a través del "cañón total" ubicado en la parte inferior de su brazo.
Su nombre real es Pluskommander Geheneris Halason Mahr Vehl. Al igual que el personaje del universo Marvel de Mar-Vell, asume la identidad del Dr. Philip Lawson, un científico que trabaja en el programa espacial. Salió con la última versión de Carol Danvers. El nombre 'Capitán Marvel' surge como una mala pronunciación del general Nick Fury y Carol Danvers. Solo Falcon y Thor se han molestado en aprender a pronunciar su nombre correctamente.

### Ruinas
En la miniserie de Ruinas de Warren Ellis (1995), Capitán Marvel es uno de los muchos prisioneros Kree, en una reserva de Kree en Nevada. La reserva se colocó deliberadamente sobre un antiguo sitio de pruebas nucleares. Como resultado de esto, la mayoría de los Kree padecen diversos tipos de cánceres y tumores, incluido Mar-Vell, que es el portavoz de Kree. Mar-Vell le da una entrevista al reportero de Daily Bugle, Phil Sheldon sobre la fallida invasión Kree a la Tierra. Mar-Vell relata cómo su nave se hizo vulnerable a un ataque nuclear cuando su encubrimiento y su escudo se vieron afectados por la radiación cósmica de un fallecido Silver Surfer.

### Fantastic Four: The End
En la serie limitada Fantastic Four: The End, la superheroína conocida anteriormente como Kismet (ahora bajo el nombre de Ayesha) aparentemente se ha hecho cargo del manto del Capitán Marvel en un futuro no muy lejano.

### House of M
En el mundo alternativo, mutante y dominado, creado por Bruja Escarlata, Carol Danvers (Ms. Marvel en la continuidad de la corriente principal) usa el nombre de Capitán Marvel y es uno de los pocos héroes no mutantes con una exitosa carrera.

### Marvel Zombies
En la miniserie Marvel Zombies, a la Capitana Marvel se la ve sentada con Buitre y Hércules (ambos infectados) esperando a Iron Man. Más tarde es asesinado por el Silver Surfer por causa inmediata.

### Cancerverse
En The Thanos Imperative, el villano principal es una versión alternativa del Capitán Marvel llamada Lord Mar-Vell. A diferencia de su contraparte de la Tierra-616, este Mar-Vell se confabuló con los de muchos ángulos para sobrevivir a su cáncer destruyendo la Muerte a través del sacrificio de su Avatar.

### Amalgam Comics
En dos números de JLX y JLX: Desatado, el Capitán Marvel se combina con el Capitán Marvel para convertirse en otro Capitán Marvel, luciendo el diseño uniforme de DC Comics Lightning Bolt pero con los colores verde y blanco originales de la versión Marvel.

### Era de Ultron
En el evento cruzado de Era de Ultron, Janet van Dyne se convierte en Capitana Marvel en una línea de tiempo alternativa creada por la muerte de Henry Pym. Pym es asesinado por un Wolverine que viaja en el tiempo para evitar la creación de Ultron, una inteligencia artificial que en un futuro posapocalíptico ha eliminado a la mayoría de la población de la Tierra, incluida la mayoría de los superhéroes.

## Otros medios
- Ben Bates, artista del guion gráfico de Avengers Assemble, quería hacer una serie animada de Capitán Marvel para Marvel Animation. Solo llegó hasta un resumen aproximado de 5 minutos disponible en YouTube.[16] Habría contado con Carol Danvers / Capitán Marvel. Spider-Woman también hace una aparición en el esquema.

### Marvel Cinematic Universe

#### Carol Danvers
- Una película de acción en vivo, Capitana Marvel, centrada en la versión de Danvers del personaje, se estrenó en marzo de 2019.[17] Capitana Marvel es la vigésima primera película en Marvel Cinematic Universe y está protagonizada por Brie Larson como Carol Danvers.[18] La película también presentó otras dos versiones del personaje, la versión original Mar-Vell interpretada por Annette Bening y la segunda versión Monica Rambeau interpretada por Akira Akbar.[19][20]
- Carol Danvers apareció en las películas Avengers: Endgame (2019), Shang-Chi y la leyenda de los Diez Anillos (2021) y la miniserie Ms. Marvel (2022).
- Teyonah Parris interpreta la versión adulta de Monica Rambeau en la miniserie WandaVision (2021).[21]
- Tanto Brie Larson como Teyonah Parris volverán a interpretar sus papeles de Carol Danvers y Monica Rambeau respectivamente en The Marvels (2023).[22]

#### María Rambeau
- En Doctor Strange en el multiverso de la locura (2022), Lashana Lynch retrata una variante de la línea de tiempo alternativa de la Capitana Marvel original de la MCU llamada María Rambeau, representada como un miembro de los Illuminati que lleva al Doctor Stephen Strange a juicio antes de ser diezmada por Bruja Escarlata (Wanda Maximoff); Lynch interpretó previamente la versión sin energía de la "línea de tiempo sagrada" de Rambeau en Capitana Marvel, representada como la mejor amiga de Danvers y la madre de Mónica Rambeau, quien murió durante los eventos de WandaVision.

### Juegos
- La Capitana Marvel aparece como un atuendo que se puede comprar en Fortnite: Battle Royale.[23]